# Carlos Galván
Carlos Alberto Galván (Pontevedra, 28 de outubro de 1973) é um ex-futebolista argentino que atuava como zagueiro.

## Trajetória
Galván começou sua carreira no Racing Club em 1992, antes de ser transferido para o Brasil no Atlético Mineiro, em 1998, onde teve passagem destacada, e se identificou tanto com o time de Belo Horizonte que tatuou um galo em seu braço direito. No ano 2000 atuou no Santos, se tornando o 15º jogador argentino dentre todos os jogadores estrangeiros do clube. Galván regressou a Argentina em 2002 para jogar no Lanús. Em 2004 jogou uma temporada no Ciudad de Murcia da Espanha e retornou ao futebol brasileiro para atuar no Paysandu. Depois atuou no Argentinos Juniors (2004–2005), Olimpia (2005–2006), Banfield (2006–2007) e Universitario de Deportes (2007–2011) e terminou sua carreira defendendo o César Vallejo (2012-2013).

## Clubes
- Racing Club (1992–1998)
- Atlético Mineiro (1998–2000)
- Santos FC (2000–2002)
- Lanús (2002–2003)
- Ciudad de Murcia (2004)
- Paysandu (2004)
- Argentinos Juniors (2004–2005)
- Olimpia (2005–2006)
- Banfield (2006–2007)
- Universitário de Deportes (2007–2011)
- César Vallejo (2012–2013)

## Títulos
Atlético Mineiro
- Campeonato Mineiro: 1999 e 2000

Universitario de Deportes
- Torneo Apertura: 2008
- Campeonato Peruano: 2009